# Stazione di Cesate
La stazione di Cesate è una fermata ferroviaria posta sulla linea Milano-Saronno, a servizio dell'omonimo comune.

## Storia
La stazione fu aperta nel 1988, in occasione del quadruplicamento della Milano-Saronno, e sostituiva la vecchia stazione, aperta nel 1955. La nuova stazione è situata ad alcune centinaia di metri rispetto alla vecchia in direzione di Caronno Pertusella.

## Strutture ed impianti
Il piazzale è composto da quattro binari passanti, serviti da due banchine centrali a isola, dotate di pensiline. Una coppia di binari, linea Diretta LD, è generalmente percorsa dai treni regionali e dal Malpensa Express, che non effettuano fermata presso questo impianto. L'altra coppia, linea Locale, è invece utilizzata per la fermata dei convogli suburbani.

## Movimento
La fermata è servita dai treni delle linee S1 ed S3 del servizio ferroviario suburbano di Milano, con frequenza complessiva quadrioraria.